# STANCE PUNKS
STANCE PUNKS（スタンス・パンクス）は、1998年に結成された日本のパンク・ロック・バンド。型破りなステージと言動で、人気を博す。第3次パンク・ロックブームの立役者であるとされる。

## 概要
下北沢屋根裏を本拠地とし1998年から活動を開始。パンクを展開し、バンドの歌詞や世界観はTHE BLUE HEARTSや初期のTHE CLASHなどの影響が色濃く見受けられる。少年の反抗歌や、曲がった世界に対する叫びによって展開されるものが多い。バンド自身も「ガキに届かなきゃパンクではない」というスタンスの元で活動している。同時期デビューはGOING STEADY（現銀杏BOYZ）、ガガガSPなど。COBRA、THE STAR CLUB、SAなどの、日本のパンク・ロックバンドとの繋がりも深い。
2003年に映画『仁義なき戦い』などで名を博した深作欣二監督率いる「深作組」からの指名を受け、1stアルバムに収録されている「真夜中少年突撃団」が映画『バトル・ロワイアルII 鎮魂歌』の主題歌に起用される。フジテレビ系列で放送されたドラマ『貫太ですッ!』のテーマ曲にも同バンドの楽曲が抜擢された。2005年4月からは、テレビ東京系アニメ『NARUTO -ナルト-』の6代目オープニングテーマに「ノーボーイ・ノークライ」が採用、2006年には「LET IT ROCK」が中日ドラゴンズの福留孝介の入場テーマ曲として使用されている。2008年にはアニメ『ソウルイーター』のエンディングテーマに「アイワナビー」が採用される。
6月9日を「ロックの日」と銘打ち、2000年6月9日から無料ライブを開催している。開催場所は下北沢屋根裏に始まり、2003年から川崎CLUB CITTA'、2012年から横浜BAY HALLで行われている。過去出演者はELLEGARDEN、andymori、the telephones、Nothing's Carved In Stone、ザ50回転ズなど、パンクだけではなく様々なジャンルの雄が肩を並べる。
また、ボーカルTSURUがメインパーソナリティを務めるラジオ番組『路地裏の大泥棒』が東海ラジオで放送されていた。TSURUが地元名古屋の球団、中日ドラゴンズの熱狂的ファンであり、このラジオの中で製作された「我らがドラゴンズ」は有線放送リクエストで聴く事ができる。道を歩く通行人を突然ゲスト出演させたりした。
2024年現在、バンド結成25周年を記念してのドキュメンタリー映画を作成にあたりクラウドファンディングを開始。見事目標金額以上を達成。

## 来歴
1998年、大学進学を機に上京したボーカルのTSURUとバンドをやるために上京したギターの勝田欣也が、雑誌『BANDやろうぜ』のメンバー募集欄を通じて知り合いバンドを結成。3月に吉祥寺で初ライブ、11月には西新宿にあった旧新宿LOFTでライブを行う。
1999年、下北沢屋根裏を活動拠点とし、移転した新宿LOFTのこけら落としライブ、自主企画『火の玉宣言』などを行う。
2000年、無料イベント『ロックの日』が始まる。下北沢屋根裏で行われた初のワンマンライブを収録した自主制作盤『5.4下北沢屋根裏ワンマンライブ』を限定200枚リリース。同レコ発ライブ（8.13）では失神者が出て、救急車が出動するなどの騒動が発生した。
2001年、ミニアルバム『スタンスパンクス』にてデビュー。オリコンインディーズチャート5位を記録したこのミニアルバムで一気に全国での知名度を高める。ベーシストの中田大介が脱退し、川崎テツシが加入。
2002年、シングル「クソッタレ解放区」、1stアルバム『STANCE PUNKS』をリリース。新宿アルタ前、名古屋セントラルパーク、大阪三角公園にてゲリラライブを行ない、新宿では3000人以上の観客が殺到し騒いだ為、警官隊が出動する騒ぎとなり新聞に取り上げられる。アルバム『STANCE PUNKS』はオリコンチャート12位を記録、オリコンインディーズチャートでは6週間にわたり首位を独走する。
2003年、シングル「最低最高999」、ライブDVD『一撃必殺』をリリース。全国62ヵ所のライブツアー後、ドラムス担当の小菅淳が脱退。翌年、柿健一が加入。
2004年、シングル「ロストボーイズ★マーチ」(TOWER RECORDS限定)、「19roll」、アルバム『LET IT ROLL』をリリース。
2005年、シングル「モニー・モニー・モニー」でエピックレコードジャパン内の新興ロック・レーベル、Kowalskiよりメジャー・デビュー。同年にシングル「ノーボーイ・ノークライ」、メジャー第一弾となるアルバム『HOWLING IDOL〜死ねなかった電撃野郎』、自身初となるミュージック・ビデオ作品集『PV/DV mania!』を発表。
2006年、バンド自身初となるアメリカツアー (10ヵ所) に出発。MTVから急遽インタビューを受けるなど、その模様は全米放送される。帰国後、シングル「シャロルはブルー」、「LET IT ROCK」、アルバム『BUBBLEGUM VIKING』を発表。
2007年、『BUBBLEGUM VIKING TOUR』中の埼玉県熊谷市公演にて、ボーカルのTSURUがライブ中に意識を失い病院に搬送された。同ツアーの仙台公演でもライブ前に路上で倒れ、ライブが延期となる。
2008年、結成10周年ライブを渋谷クアトロと川崎クラブチッタで行う。ミニアルバム『BOMP!BOMP!BOMP!』、シングル「アイワナビー」、アルバム『PEACE & DESTROY』、ライブDVD『10th Anniversary ワンマンライブ 2008.03.09』を発表。
2009年、『PEACE & DESTROY TOUR』で全国を回った後、新譜リリースなどの動きは見せず。
2010年、アルバム『ザ・ワールド・イズ・マイン』を発表。同タイトル曲のPVがYouTubeで先行アップされ、その衝撃的な映像が話題になる。内容はボーカルのTSURUが渋谷スクランブル交差点から渋谷センター街を大暴れしながら駆け抜け、最後は交番にダイブをするというもの。また同アルバム発売前日にも渋谷の街中でゲリラライブを強行し、暴れるファンと警官隊が揉みあい、暴動寸前となる。10月18日、渋谷O-WESTでのライブをもって、ドラムスの柿健一が脱退。
2011年、11月5日の渋谷クアトロ公演にて、ライブ会場限定シングル「stay young/原発ソング」を発表。同シングルにカップリングで収録されている「原発ソング」の歌詞の内容が過激だった為、物議を醸した。サポートドラマーとして、高橋宏貴 (ELLEGARDEN)、岡山健二 (andymori)、浅沼俊一 (ピンクリボン軍) が参加し、正式ドラム不在のバンドを支える。
2012年、6月9日ロックの日より、サポートドラマーを担当していた佐藤康が正式加入。
2013年、結成15周年を迎え、初のベスト盤『STANCE PUNKS MANIA 1998-2012』を発売。
2015年、2010年以来5年9か月ぶりとなるアルバム『P.I.N.S』を発表。
2017年、ライブ会場限定販売シングル『夢の楽団 / ペーパースクリーン・ダイアリー』を発表。
2018年、ライブ会場限定販売シングル『たましいのうた / mother lake』を発表。2015年以来3年ぶりとなるアルバム『青盤赤盤』を発表。
2019年、ライブ会場限定販売シングル『下北沢エレジー / 春の道標』を発表。
2021年、8月14日、川崎クラブチッタでのライブをもって、ギターの勝田欣也が脱退。
2022年、2018年以来4年半ぶりとなるアルバム『changes』発表。
2023年、結成25周年を迎え、ベスト盤の第二弾『STANCE PUNKS MANIA2』を発売。
2024年、アルバム『Cokes』発表。

## メンバー
- TSURU（つる）

生年月日：1977年10月21日 （47歳）
ボーカル担当。大半の楽曲の作詞作曲を手がける。愛知県出身。手塚治虫と藤子不二雄、80年代のジャンプ等を愛す大の漫画好き。好きな色は水色。好きな季節は夏。オリンピックに出場することを夢見て進学を機に上京したが、19歳から夢はバンドマンとなり今に至る。
- 成田幸駿（なりた ゆきとし）2023年加入

生年月日：1998年5月12日 （26歳）
ギター担当。東京都出身。ex.錯乱前線
- 川崎テツシ（かわさき てつし）2001年加入

生年月日：1978年4月13日 （46歳）
ベース担当。数十曲の作詞作曲を手がける。東京都出身。知る人ぞ知る伝説のバンド”武将”の元ベーシスト。TSURU曰く、 音楽と本をこよなく愛する、ちょっぴりイカれた心優しき天才エレキ4弦吟遊詩人、STANCE PUNKSの心臓とも。
- 佐藤康（さとう こう）2012年加入

生年月日：1987年6月9日 （37歳）
ドラムス担当。神奈川県出身。現在は175Rのサポードラムも務めている。STANCE PUNKS加入時にTSURUより「デカいのカッコいいから体重100kg切ったらクビ 」と言われていたが現在は80kg近くになっているとの事。

## サブメンバー
- エンドウ.（GEEKS）

ギター担当。及びスーパーサブ。exアカツキ.

## 旧メンバー
- 中田大介（なかた だいすけ）ベース担当。
- 小菅淳（こすげ あつし）ドラムス担当。
- 柿健一（かき けんいち）ドラムス担当。（2003年～2010年）
- 勝田欣也（かつだ きんや ）ギター担当。（1998年～2022年）

## 作品

### シングル
| 発売日        | タイトル                                  | 規格品番  | 備考                           |
| ------------- | ----------------------------------------- | --------- | ------------------------------ |
| 2002年4月11日 | クソッタレ解放区〜クソッタレ2             | DYCL-1003 | オリコン最高22位、登場回数14回 |
| 2003年6月11日 | 最低最高999/雑草の花                      | DYCL-1005 | オリコン最高19位、登場回数18回 |
| 2004年5月5日  | ロストボーイズ★マーチ                     | ZEDY-1007 | オリコン最高56位               |
| 2004年6月9日  | 19roll                                    | ZEDY-1008 | オリコン最高56位、登場回数4回  |
| 2005年3月24日 | モニー・モニー・モニー                    | ESCL-5001 | オリコン最高62位、登場回数4回  |
| 2005年6月8日  | ノーボーイ・ノークライ                    | ESCL-5002 | オリコン最高33位、登場回数5回  |
| 2006年5月24日 | シャロルはブルー                          | ESCL-5007 | オリコン最高140位、登場回数1回 |
| 2006年8月2日  | LET IT ROCK                               | ESCL-5008 | オリコン最高188位、登場回数1回 |
| 2008年6月4日  | アイワナビー                              | ESCL-5015 | オリコン最高54位、登場回数3回  |
| 2011年11月5日 | stay young / 原発ソング                   | GUDY-4001 | ライブ会場限定販売             |
| 2015年7月8日  | SHE                                       | GUDY-4002 | ライブ会場限定販売             |
| 2017年4月1日  | 夢の楽団 / ペーパースクリーン・ダイアリー | GUDY-4003 | ライブ会場限定販売             |
| 2017年4月1日  | たましいのうた / mother lake              | GUDY-4004 | ライブ会場限定販売             |
| 2019年7月13日 | 下北沢エレジー / 春の道標                 |           | ライブ会場限定販売             |
| 2022年8月     | 世界全滅                                  |           | ライブ会場・公式通販限定販売   |

### 配信シングル
| 発売日        | タイトル | レーベル      |
| ------------- | -------- | ------------- |
| 2022年8月17日 | she's    | RAW ON RECORD |
| 2022年8月24日 | Doors    | RAW ON RECORD |
| 2022年8月31日 | 世界全滅 | RAW ON RECORD |

### アルバム
|      | 発売日                                         | タイトル                           | 規格品番                              | 備考                                                                                              |
| ---- | ---------------------------------------------- | ---------------------------------- | ------------------------------------- | ------------------------------------------------------------------------------------------------- |
| 1st  | 2002年8月20日（CD） 2002年12月20日（アナログ） | STANCE PUNKS                       | DYCL-2003（CD） DYJL-2003（アナログ） | オリコンチャート初登場12位、オリコンインディーズチャート6週連続1位 オリコン最高12位、登場回数15回 |
| 2nd  | 2004年7月7日                                   | LET IT ROLL                        | ZEDY-9110                             | オリコン最高33位、登場回数7回                                                                     |
| 3rd  | 2005年9月21日                                  | HOWLING IDOL〜死ねなかった電撃野郎 | ESCL-5003                             | オリコン最高74位、登場回数4回                                                                     |
| 4th  | 2006年11月15日                                 | BUBBLEGUM VIKING                   | ESCL-5009                             | オリコン最高107位、登場回数1回                                                                    |
| 5th  | 2008年12月10日                                 | PEACE & DESTROY                    | ESCL-5017                             | オリコン最高163位、登場回数1回                                                                    |
| 6th  | 2010年2月3日                                   | ザ・ワールド・イズ・マイン         | GUDY-2001                             | オリコン最高138位、登場回数1回                                                                    |
| 7th  | 2015年11月4日                                  | P.I.N.S                            | GUDY-2017                             | オリコン最高79位、登場回数1回                                                                     |
| 8th  | 2018年11月14日                                 | 青盤赤盤                           | GUDY-2022                             | オリコン最高117位、登場回数1回                                                                    |
| 9th  | 2022年9月4日                                   | changes                            |                                       | ライブ会場・公式通販限定販売                                                                      |
| 10th | 2024年9月25日                                  | Cokes                              | RWON-0008                             |                                                                                                   |

#### ベストアルバム
|     | 発売日       | タイトル                       | 規格品番  | 備考                           |
| --- | ------------ | ------------------------------ | --------- | ------------------------------ |
| 1st | 2013年6月5日 | STANCE PUNKS MANIA 1998-2012   | GUDY-2012 | オリコン最高141位、登場回数1回 |
| 2nd | 2023年6月9日 | STANCE PUNKS MANIA 2 2010-2023 | RWON-0005 |                                |

#### ミニアルバム
|     | 発売日                                      | タイトル         | 規格品番  | 備考                          |
| --- | ------------------------------------------- | ---------------- | --------- | ----------------------------- |
| 1st | 2001年10月26日 アナログ再発: 2002年12月20日 | スタンスパンクス | DYCL-2003 | オリコン最高52位、登場回数7回 |
| 2nd | 2008年3月5日                                | BOMP!BOMP!BOMP!  | ESCL-5014 | オリコン最高197位             |

### 参加アルバム
| 発売日         | タイトル                         | 規格品番            | 備考 |
| -------------- | -------------------------------- | ------------------- | --- |
| 2003年3月19日  | 花男                             | BFCA-83510          | エレファントカシマシのトリビュート・アルバム。M-3「孤独な太陽」で参加。                                            |
| 2003年8月20日  | E. V. Junkie                     | SRCL-5597 SRCL-5599 | フジテレビ系番組『ELVIS』による選曲のオムニバス・アルバム。M-3「クソッタレ解放区〜クソッタレ2」を収録。            |
| 2002年8月28日  | THE BLUE HEARTS 2002 TRIBUTE     | UPCH-1171           | THE BLUE HEARTSのトリビュート・アルバム。M-12「リンダリンダ」で参加。                                              |
| 2004年12月16日 | X THE STREET                     | VICL-61531          | 日本のバンドのトリビュート・アルバム。M-2「THE LAST RIGHT (最終権利)」（THE STAR CLUBのカバー）で参加。            |
| 2006年8月2日   | NARUTO BEST HIT COLLECTION 2     | SVWC-7367           | テレビ東京系アニメ『NARUTO -ナルト-』に使用された楽曲のオムニバス・アルバム。M-6「ノーボーイ・ノークライ」を収録。 |
| 2006年6月21日  | THE MODS TRIBUTE SO WHAT!! Vol.2 | ESCL-2846           | THE MODSのトリビュート・アルバム。M-10「不良少年の詩」で参加。                                                     |
| 2009年4月22日  | THE BEST OF SOULEATER            | SVWC-7623           | テレビ東京系アニメ『ソウルイーター』に使用された楽曲のオムニバス・アルバム。M-2「アイワナビー」を収録。            |

## ミュージックビデオ
| 監督           | 曲名 |
| ウスイヒロシ   | 「シャロルはブルー」                                                                                               |
| 小原寛之       | 「イカれたブギー」                                                                                                 |
| 豊村慶一       | 「すべての若きクソ野郎」                                                                                           |
| 中井篤志       | 「アイワナビー from DVD「10th Anniversary ワンマンライブ 2008.03.09」」                                            |
| Nacky          | 「最低最高999」「雑草の花」                                                                                        |
| 深津昌和       | 「ザ・ワールド・イズ・マイン」「黒いブーツ」                                                                       |
| 福居英晃       | 「LET IT ROCK」「アイワナビー」「ノーボーイ・ノークライ」                                                          |
| 藤原道仁       | 「19roll」「ロストボーイズ★マーチ」                                                                                |
| yamadadadadada | 「モンキーセブンティーン」                                                                                         |
| 不明           | 「クソッタレ解放区」「モニー・モニー・モニー」「今夜ブチ壊せ」「stay young」「大人になんてなるもんか」「世界全滅」 |

## 主なライブ

### ワンマンライブ・主催イベント
- 1999年 - STANCE PUNKS presents 火の玉宣言
- 2000年 - STANCE PUNKS presents 火の玉宣言 vol.5
- 2001年 - レコ発先走りTOUR冬の陣
- 2001年 - レコ発先走りTOUR春の陣
- 2001年 - レコ発先走りTOUR夏の陣
- 2001年 - 敵は本能寺TOUR
- 2002年 - クソッタレ解放区TOUR
- 2002年 - 戦風季TOUR
- 2002年 - 夢追狂TOUR
- 2003年 - ワンマンLIVE TOUR「一撃必殺」
- 2003年 - 縦断爆撃TOUR
- 2004年 - ROLLING GENERATION TOUR
- 2005年 - HOWLING IDOL TOUR
- 2006年 - US TOUR
- 2006年 - シャロルとボンクラTOUR
- 2006年 - 脳みそからっぽツーマンTOUR
- 2007年 - BUBBLEGUM VIKING TOUR
- 2008年 - STANCE PUNKS ワンマンLIVE 10th ANNIVERSARY 1998～2008
- 2008年 - I WANNA BOMP! TOUR
- 2008年 - I LOVE STANCE PUNKS TOUR～10th anniversary～
- 2009年 - PEACE & DESTROX TOUR
- 2010年 - ゲリラライブ「渋谷暴動」
- 2010年 - ザ・ワールド・イズ・マインTOUR
- 2011年 - STANCE PUNKS presents『火の玉宣言 vol.32』～STANCE PUNKS vs ガガガSP～
- 2012年 - 突然始まるstay young遠方TOUR
- 2012年 - STANCE PUNKS presents 火の玉宣言 vol.36～地下パンクの逆襲～
- 2012年 - STANCE PUNKS『アディオス2012爆裂ワンマンLIVE』
- 2013年 - STANCE PUNKS presents『火の玉宣言vol.37～火の玉名古屋襲撃2マン編～STANCE PUNKS vs ガガガSP』
- 2013年 - STANCE PUNKS 15th Anniversary 特別企画第一弾! ～伝説の初LIVEから15年! すべてはここから始まった!～ 3.8吉祥寺CRESCENDOワンマンLIVE
- 2013年07月13日〜09月21日 - 15th Anniversary STACE PUNKS MANIA TOUR
- 2014年 - STANCE PUNKS presents『火の玉宣言 vol.38』
- 2014年 - STANCE PUNKS presents『火の玉宣言 vol.39』
- 2014年 - STANCE PUNKS presents 火の玉宣言 vol.41～地下パンクの逆襲～supported by 下北ロック
- 2015年4月11日 - STANCE PUNKS presents 火の玉宣言 vol.47～地下パンクの逆襲～
- 2015年11月 - STANCE PUNKS pre. アルバムレコ発記念! ツアーは来年だよTOUR
- 2016年1月23日〜3月21日 - STANCE PUNKS「P.I.N.S JAPAN TOUR」
- 2017年5月4日 - STANCE PUNKS presents「火の玉宣言 vol.53～地下パンクの逆襲～」
- 2017年11月3日 - STANCE PUNKS pre. ～地下パンクの逆襲 大阪襲撃編～
- 2017年12月9日 - アディオス2017 爆裂ワンマン
- 2018年9月22日 - STANCE PUNKS×SOUND GARDEN presents 火の玉宣言フェスティバル 2018 NAGOYA
- 2018年12月9日 - STANCE PUNKS 20th Anniversary スペシャルワンマンLIVE
- 2019年1月19日〜6月2日 - STANCE PUNKS「青盤赤盤 TOUR 2019」
- 2019年7月14日 - STANCE PUNKS「青盤赤盤 TOUR 2019」裏ファイナル
- 2020年 - クソッタレネヴァーダイTOUR ←BACK TO THE 2001-2003→
- 2022年9月18日〜11月5日 - NEW ALBUM レコ発 「changes」TOUR
- 2023年12月3日 - STANCE PUNKS 25th Anniversary ワンマンライヴ

### STANCE PUNKS presents ロックの日
6月9日に行われるSTANCE PUNKS主催のフリーライブイベントであり、2000年に本イベントの初回を下北沢屋根裏で開催して以降、主に川崎または横浜のライブハウスを中心に実施されている。
| 開催日       | 会場                           | 出演者 |
| ------------ | ------------------------------ | --- |
| 2005年6月9日 | 川崎・CLUB CITTA'              | - STANCE PUNKS - NICOTINE - SHACHI - IN-HI - STOMPIN'BIRD - テルスター - THE LOCAL ART - No Regret Life - OVER DRIVE |
| 2006年6月9日 | 川崎・CLUB CITTA'              | - STANCE PUNKS - THE PEPPERMINT JAM - THE RODEO CARBURETTOR - ザ50回転ズ - ロリータ18号 - OVER DRIVE - つしまみれ - ピンクリボン軍 |
| 2007年6月9日 | 川崎・CLUB CITTA'              | この節の 加筆 が望まれています。 |
| 2008年6月9日 | 川崎・CLUB CITTA'              | - STANCE PUNKS - CHILD SCHOOL TV!! - FUCK YOU HEROES - JUNIOR - PAN - SABOTEN - the telephones - COBRA - 石坂マサヨ (ロリータ18号) - somersault (DJナリオ＋MCカネコ) |
| 2009年6月9日 | 川崎・CLUB CITTA'              | - STANCE PUNKS - JET THUNDERS - QUATTRO - Scars Borough - Who the Bitch - 片山ブレイカーズ&ザ★ロケンローパーティ - 城戸けんじろ - 四星球 - 太陽族 - バックドロップシンデレラ（O.A） - PATCH32(VIOLETS/Radio Caroline) - 植木遊人(ワイ・ユー・ジー)                                     |
| 2010年6月9日 | 川崎・CLUB CITTA'              | - STANCE PUNKS - ガガガSP - SHACHI - knotlamp - RADIOTS - GEEKS - THE RICH - the HANGOVERS - KiNGONS - BlieAN - THE CHERRY COKE$ - 石坂マサヨ(ロリータ18号) - 山田(テルスター) |
| 2011年6月9日 | 川崎・CLUB CITTA'              | - STANCE PUNKS - andymori - Nothing's Carved In Stone - UPLIFT SPICE - エマニエルサンフラワー - 花団 - 長島☆自演乙☆雄一郎 - THEイナズマ戦隊 - SiM - 世界的パフォーマーのちゃんへん. - Go!(JUNIOR) - 石坂マサヨ(ロリータ18号) - トモシロウ(HIGHWAY61) - junzill(Anti Social Student)    |
| 2012年6月9日 | 横浜・Bay Hall                 | - STANCE PUNKS - COBRA - SEVENTEEN AGAiN - A.O.W - 撃鉄 - UPLIFT SPICE - ROACH - ロリータ18号 - Wienners - mil9 - LIFE GUARD - THE STAND UP |
| 2013年6月9日 | 横浜・Bay Hall                 | - STANCE PUNKS - JUNIOR - NICOTINE - 太陽族 - SNAIL RAMP - 矢沢洋子&THE PLASMARS - Who the Bitch - CLUTCHO - ザ・サイレンズ - ザ・オモロイズ(超新塾) - KNOCK OUT MONKEY - ROACH - BAD ATTACK - DJ: Chant!Crew - 【U-ta】(Wall Break Music) - DJケンタウロス(gnkosai)                   |
| 2014年6月9日 | 横浜・Bay Hall                 | - STANCE PUNKS - ANGRY FROG REBIRTH - FEELFLIP - FUNGUS - HIGHWAY61 - LIE-DOWN - LINK - SKALL HEADZ - THE SNEEZE - THE STARBEMS - We Are From You - ザ・マスミサイル - Qomolangma Tomato                                                                                               |
| 2015年6月9日 | 横浜・Bay Hall                 | - STANCE PUNKS - SHACHI - Scars Borough - LOST IN TIME - ROACH - セックスマシーン - Dr.DOWNER - Qomolangma Tomato - THEラブ人間 - POT - THE SNEEZE - LIFE GUARD - INKYMAP |
| 2016年6月9日 | 横浜・Bay Hall                 | - STANCE PUNKS - THE BOHEMIANS - THE FOREVER YOUNG - THE MUSMUS - THE SKIPPERS - THE SNEEZE - ヴァジリアントマト - トライアンパサンディ - ハルカミライ - 流血ブリザード - Chant! (植松哲平 / 森陽子 / T24) - がっち (武蔵野音楽祭) - マツシタジュンジ (Qomolangma Tomato , B.B.STREET) |
| 2023年6月9日 | 西永福JAM                      | - STANCE PUNKS - TSURU＆テツシ弾き語り - 鋭児 - 流血ブリザード - THE抱きしめるズ - なち（サバシスター） - 虎の子ラミー - ジュウ - RABAN - THEドイ |
| 2024年6月9日 | 西永福JAM                      | - STANCE PUNKS - THE BOOGIE JACK - GEEKS - THE SENSATIONS - ANGER FLARES - ユタ州 - YAPOOL - Su凸ko D凹koi - WtB |
| [icon]       | この節の加筆が望まれています。 | |

### 出演イベント
- 2002年08月04日 - 八食サマーフリーライブ 2002
- 2002年09月16日 - ARABAKI ROCK CIRCUIT 2002 多賀城SUNSET
- 2003年06月13日 - エレファントカシマシ "BATTLE IN KOBE"
- 2003年08月10日 - Sky Jamboree 2003 !!gan 顔晴れ bare!!
- 2003年08月15日 - RISING SUN ROCK FESTIVAL 2003 in EZO
- 2003年08月24日 - MONSTER baSH 2003
- 2003年09月07日 - ARABAKI ROCK FEST.09072003
- 2004年08月08日 - 八食サマーフリーライブ 2004
- 2006年08月05日 - 八食サマーフリーライブ 2006
- 2007年08月04日 - 八食サマーフリーライブ 2007
- 2008年05月11日 - BEA presents F-X 2008
- 2008年08月16日 - RISING SUN ROCK FESTIVAL 2008 in EZO
- 2008年12月29日 - COUNTDOWN JAPAN 08/09
- 2009年11月29日 - Maximum Volume 09
- 2010年02月21日 - モルタルレコードストア9周年アニバーサリー～STANCE PUNKSレコ発～
- 2010年07月10日 - 京都大作戦2010～今年も子供に戻りな祭～
- 2010年08月07日 - 八食サマーフリーライブ 2010
- 2011年05月04日 - COMIN'KOBE11
- 2011年09月24日 - ガガガSP 長田大行進曲 2011
- 2011年10月09日 - JUNIOR pre.[ヤロウドモと、PACIFICの女神in OSAKA!!!]
- 2011年11月13日 - PUNK LIVES! FESTIVAL 2012
- 2012年10月03日 - 「東京」 ～暴走する宴～
- 2012年10月06日,07日,08日 - UNIONWAY FEST 2012
- 2012年12月09日 - COBRA versus TOUR Oi Oi ROUNDS 2012
- 2013年07月20日 - FREEDOM NAGOYA 2013
- 2013年08月25日 - 1000000回殺しても殺したりないわvol.5
- 2013年10月26日 - 服部まぁ☆presents 「服部 NIGHT!!Vol.5」
- 2013年10月29日 - THE CHERRY COKE$ TOUR 2013 "Hoist The Colours"
- 2013年12月26日 - [NOID] -2013 FINAL- supported by Budweiser
- 2014年01月19日 - EASTSIDEROCKERZ pre. PUNK AROUND THE WORLD VOL.30
- 2014年01月20日 - マキシマム ザ ホルモン"予襲復讐"ツアー
- 2014年02月15日 - つしまみれ -SPEEDY WONDERFULL WORLD TOUR 2014 JAPAN-
- 2014年05月18日 - いつまでも世界は…第三回
- 2014年09月05日・06日 - SABOTEN 傑作集を選んだ1億3千万人に挨拶TOUR
- 2014年09月14日 - MASTER COLISEUM'14
- 2014年09月22日 - ユダフェスト
- 2014年09月23日 - PROUD GROOVE OSAKA 2014
- 2014年10月25日 - 服部NIGHT!! vol.07
- 2014年11月02日 - EASTSIDEROCKERZ pre PUNK AROUND THE WORLD VOL.36 ～8TH ANNIVASARY～
- 2015年01月18日 - GRANDLINE 2015
- 2015年01月24日・25日 - ANGRY FROG REBIRTH BRAVE NEW WORLD Tour 2014～2015 -1都1道2府43県- Series-2
- 2015年03月21日 - A.V.E.S.T project vol.8

### インタビュー
- ORICON STYLE(2008年4月)
- Rooftop(2008年6月)
- Rooftop(2008年12月)
- 2YOU -MUSIC FREE MAGAZINE-(2013年)
- JUNGLELIFE(2013年6月)